# Polhemusite
La polhemusite è un minerale.